# Памятник труженикам тыла (Зимовники)
Памятник труженикам тыла — памятник в посёлке Зимовники Ростовской области.
Памятник был торжественно открыт 15 июля 2016 года на центральной площади поселка, когда Зимовниковский район с рабочим визитом посетили Председатель Заксобрания Ростовской области Виктор Дерябкин и депутат, генеральный директор «Газпром межрегионгаз Ростов-на-Дону» Владимир Ревенко.
Монумент был возведен по инициативе районного совета ветеранов, администрации и жителей Зимовниковского района на собранные средства жителями района. Автором скульптурной композиции стал уроженец Зимовниковского района — член Союза художников России, член Международной ассоциации изобразительных искусств ЮНЕСКО скульптор Егор Дердиященко, который является уроженцем Зимовниковского района.
Памятник находится на главной площади Зимовников, установлен на постамент, облицованный коричневой керамической плиткой. Скульптурная группа изображает трёх человек: пожилого мужчину, женщину и подростка, которые работаю в поле. Надпись на лицевой части постамента: «1941−1945. Труженикам тыла: женщинам, мужчинам, детям, своими страданиями и самоотверженным трудом приближавшим нашу Великую Победу!»